# Renzo Sambo
Renzo Sambo   (Treviso, 17 de gener de 1942 - Cesiomaggiore, 10 d'agost de 2009) fou un remer italià que va competir durant les dècades de 1960 i 1970.
El 1968 va prendre part en els Jocs Olímpics d'Estiu de Ciutat de Mèxic, on guanyà la medalla d'or en la prova del dos amb timoner del programa de rem. Formà equip amb Primo Baran i Bruno Cipolla. Quatre anys més tard, als Jocs de Múnic, fou onzè en la mateixa prova.
En el seu palmarès també destaquen una medalla de bronze al Campionat del Món de rem de 1966 i dues medalles al Campionat d'Europa de rem, una d'or i una de plata, sempre en el dos amb timoner. També guanyà 15 campionats nacionals.